# Willowsiella dispar
Willowsiella dispar är en myrart som beskrevs av Wheeler 1934. Willowsiella dispar ingår i släktet Willowsiella och familjen myror. Inga underarter finns listade i Catalogue of Life.